# قداد تريتوني
القداد التريتوني (الاسم العلمي: Tscherskia triton) هو نوع من الحيوانات يتبع جنس القداد الكوري من الفصيلة الفأرية.